# Beaumont (Kumbria)
Beaumont – wieś i civil parish w Anglii, w Kumbrii, w dystrykcie (unitary authority) Cumberland. Leży 6 km na północny zachód od miasta Carlisle i 425 km na północny zachód od Londynu. W obszar civil parish wchodzą także Grinsdale, Hosket Hill, Kirkandrews on Eden i Monkhill. W 2011 roku civil parish liczyła 488 mieszkańców.